# Josh Binstock
Joshua „Josh“ Binstock (* 12. Januar 1981 in Toronto) ist ein kanadischer Beachvolleyballspieler. Er nahm an den Olympischen Spielen 2012 und 2016 teil.

## Karriere
Binstock begann seine sportliche Karriere als Hockeyspieler in Markham. Mit einer Mannschaft des Jewish Community Centre in Toronto spielte er später Volleyball. Er nahm am jüdischen Nachwuchswettbewerb JCC Maccabi Youth Games und an der Makkabiade teil. Außerdem gehörte er zur Junioren-Nationalmannschaft seines Landes.
Während seines Studiums an der University of Toronto wechselte Binstock zum Beachvolleyball. Er gewann die Silbermedaille bei den Canada Games 2001 und wurde dreimal kanadischer Meister der Junioren. Nachdem er 2003 bereits einige FIVB-Turniere mit Brian John Hiebert absolviert hatte, bildete er 2006 ein Duo mit Christian Redmann. Binstock/Redmann kamen in der Open-Serie nicht über den 33. Rang hinaus, konnten aber bei Satellite-Turnieren mehrere Top-3-Platzierungen erzielen. Ende 2007 spielte Binstock vorübergehend mit Jason Kruger, bevor er 2008 noch zum Challenger-Turnier in Brünn mit Redmann antrat.
Kurz vor der kanadischen Meisterschaft 2008 kam er mit Matt Zbyszewski zusammen und gewann den Titel. Im folgenden Jahr wiederholten Binstock/Zbyszewski den Erfolg. Sie spielten bis Ende 2010 in der internationalen Serie, ohne vordere Platzierungen zu erreichen. 2011 bildete Binstock ein Duo mit Richard VanHuizen. Die besten Ergebnisse waren der 25. Rang beim Grand Slam in Peking und der 13. Platz bei den Québec Open.
2012 trat Binstock mit Martin Reader an. Binstock/Reader wurden Neunte bei den Mysłowice Open und traten bei diversen Grand Slams an. Durch den Sieg beim Continental Cup sicherten sie Kanada einen Startplatz bei den Olympischen Sommerspielen in London, den sie durch einen Erfolg im nationalen Duell gegen Ben Saxton und Christian Redmann selbst einnehmen durften. Beim olympischen Turnier gewannen die beiden Kanadier ihr Auftaktspiel gegen die Engländer Grotowski/Garcia-Thompson. Nach zwei Niederlagen qualifizierten sie sich als Gruppendritte für die Lucky-Loser-Runde. Dort unterlagen sie den Italienern Nicolai/Lupo und schieden aus.
Da Reader nach dem Turnier seine Karriere beendete, bildete Binstock 2013 zunächst wieder ein Duo mit seinem früheren Partner Christian Redmann und ab Juni mit Sam Schachter. Binstock/Schachter gewannen das Turnier der National Volleyball League in Dallas. Als Teil der kanadischen Volleyballmannschaft nahmen die jüdischen Sportler an der Makkabiade in Israel teil und verloren dabei das Endspiel gegen die Gastgeber. Ein weiteres Finale erreichten sie beim NORCECA-Turnier in Varadero. In der kontinentalen Serie wurden sie außerdem Fünfte in Mazatlán und San José sowie Vierte in Puerto Rico. Auf der World Tour 2013 trat sie nur noch in São Paulo an, wo sie früh ausschieden.
Die World Tour 2014 begannen Binstock/Schachter mit den Fuzhou Open. Sie gewannen die NVL-Turniere in Dallas, Atlanta und Port St. Lucie. Bei der NORCECA-Serie steigerten sie sich vom dritten Rang in Manzanillo über den zweiten Platz in Huixquilucan bis zum Turniersieg in Toronto. Auf der World Tour schafften sie nach zwei schwächeren Turnieren in Long Beach und Stare Jabłonki mit dem vierten Rang in São Paulo auch ihr erstes Top-Ten-Ergebnis. Danach gelang ihnen bei den Paraná Open im Finale gegen die Chilenen Esteban und Marco Grimalt ihr erster Turniersieg in der FIVB-Serie. Auch bei den Doha Open erreichten sie das Endspiel, verloren allerdings gegen die Deutschen Holler/Schröder. Außerdem wurden sie 2014 kanadischer Meister.
Zum Auftakt der World Tour 2015 erreichten Binstock/Schachter den fünften Rang bei den Fuzhou Open. Nach zwei 17. Plätzen bei den Luzern Open und dem Moskauer Grand Slam kamen sie ins Endspiel des Major-Turniers in Poreč und mussten sich den Niederländern Brouwer/Meeuwsen geschlagen geben. Sie qualifizierten sich für die Weltmeisterschaft in den Niederlanden. Dort gelangten sie als Gruppendritte ins Achtelfinale, in dem sie gegen die US-Amerikaner Gibb/Patterson ausschieden, und belegten den neunten Platz. Das gleiche Ergebnis gab es beim folgenden Major-Turnier in Gstaad. Bei den Panamerikanischen Spielen in Toronto erreichten sie das Viertelfinale, konnten dann jedoch nicht mehr antreten, weil Schachter sich eine Verletzung am Rücken zugezogen hatte. Auf der World Tour gab es noch einen neunten Rang in Long Beach und einen 17. Platz in Olsztyn.
Bei den frühen Turnieren 2016 kamen Binstock/Schachter auf der World Tour nur zu zweistelligen Ergebnissen. Die Open-Turniere in Fuzhou, Fortaleza, Sotschi und Antalya beendeten sie dann jedoch abwechselnd auf den Plätzen fünf und neun. Bei den Cincinnati Open unterlagen sie erst im Endspiel den Brasilianern Guto/Saymon. Beim Continental Cup in Sotschi erspielten sie einen Startplatz für die Olympischen Spiele 2016 in Rio de Janeiro, den sie nach einem internen Duell gegen ihre Landsleute Pedlow/O’Gorman für sich beanspruchen konnten. Beim olympischen Turnier schieden sie allerdings sieglos nach der Vorrunde aus. Danach wurden sie beim Grand Slam in Long Beach und beim World Tour Final in Toronto jeweils Neunte, bevor sich ihre Wege trennten.
2017 wurde Binstock mit Aaron Nusbaum Dritter des NORCECA-Turniers in Jamaika.